# Villa Frisiani Mereghetti
Villa Frisiani Mereghetti è una villa storica che si trova a Corbetta (Milano).

## Storia
Collocata tra il Castelletto e la villa Borri Manzoli presso l'attuale Piazza del Popolo, villa Frisiani Mereghetti è la dimora più antica di Corbetta: alcune parti della costruzione risalgono infatti al '300. Anticamente la villa era annessa al Castello di Sant'Ambrogio; venne poi adibita ad abitazione privata, decorata nel Cinquecento con vari dipinti e successivamente ristrutturata nel '600 a opera dell'architetto Francesco Maria Richini, assumendo l'aspetto attuale. La dimora venne allora accorpata a un edificio esistente, risalente al Quattrocento, le cui pareti erano state allora affrescate.
Gli interni, ben conservati, sono decorati con soffitti a cassettoni lignei ed eleganti porte. Nella volta sopra lo scalone monumentale a doppie rampe è possibile ammirare alcuni dipinti del Seicento dei fratelli Giuseppe e Giovanni Stefano Danedi detti "Montalto" (recenti studi hanno dimostrato essere errato il paragone che si sollevava da tempo con opere di Giambattista Tiepolo e di Carlo Francesco Nuvolone). Celebre è anche lo studiolo al piano terreno, con la raffigurazione delle allegorie delle quattro stagioni ove è presente uno dei rari ritratti del Richini, inserito all'interno di un complesso di affreschi dagli stessi Montalto. Nell'ala quattrocentesca è invece presente la scuola pittorica del Luini. Notevoli sono anche le preziose e antiche cantine settecentesche sottostanti la casa. Il parco all'inglese si svolge in due blocchi fondamentali, l'uno posto nella parte anteriore della villa, e uno nella parte posteriore dove è attraversato dal "Fontanile della Madonna".

## Stanze interne

### Stanza dei paesaggi
Al primo piano della villa è sita la Stanza dei paesaggi, un piccolo ambiente di passaggio che presenta nella fascia alta della stanza due paesaggi per parte posti all'interno di cornici ovali, separate da mascheroni antichi e figure di cavalli. Il tutto è accompagnato da fascioni verticali con grottesche e figure con volute vegetali. Gli affreschi sono di un pittore anonimo del Seicento ma sotto le attuali pitture sono state trovate tracce di altri affreschi con motivi losangati simili a quelli utilizzati nel Quattrocento milanese.

### Stanza degli Dei
I dipinti di questa stanza sono stati realizzati con tutta probabilità all'inizio del Seicento da pittore anonimo. Il nome della stanza deriva da una fascia affrescata presso il soffitto che rappresenta dieci Dei dell'antichità seduti nell'Olimpo su delle nuvole: Apollo, Crono, Diana, Marte, Mercurio, Cerere, Giunone, Venere, Giove, Nettuno. Gran parte di questi affreschi vennero fatti restaurare dal conte Paolo Frisiani al pittore Luigi Morgari di Torino nel 1894 (come testimonia una scritta posta dal restauratore nei pressi della figura di Giove). Nella stanza si trova inoltre un pregevole camino in pietra arenaria d'epoca.
Questa stanza è tradizionalmente ricondotta al soggiorno di San Carlo Borromeo a Corbetta, ospitato dalla famiglia Frisiani presso la propria abitazione in occasione delle tre visite pastorali che l'arcivescovo compì nel territorio corbettese. Gli arredi originali della stanza, trasmessi tra le varie generazioni, sono infine stati venduti al Santuario locale che oggi li conserva nel museo annesso.

### Stanza delle Muse o della Musica
Anche questa stanza presenta dipinti ascrivibili come periodo di realizzazione alla prima metà del XVII secolo, per mano di autore ignoto. Essi sono composti da una serie di riquadri presenti nella parte alta della stanza ove sono raffigurati donne e uomini con strumenti musicali d'epoca (tromba, viola da gamba, violino, cornamusa, tamburello, arpa, triangolo). Nella parte inferiore si trovano invece delle cornici affiancate da colonne con cariatidi.

### Stanza della Mitologia
La Stanza della Mitologia è la prima di due stanze attigue con affreschi realizzati da Giovanni Stefano Danedi detto il Montalto nel 1656 su incarico del conte Gottardo Frisiani, suo mecenate a Corbetta che l'anno successivo lo patrocinerà nella realizzazione degli affreschi della cappella di Sant'Antonio nel santuario cittadino.
Le pareti della stanza rappresentano alcune figure della mitologia classica come Artemide, Giunone, Teti e Vulcano, con soffitti decorati a trompe l'oeil.

### Stanza della Fortuna

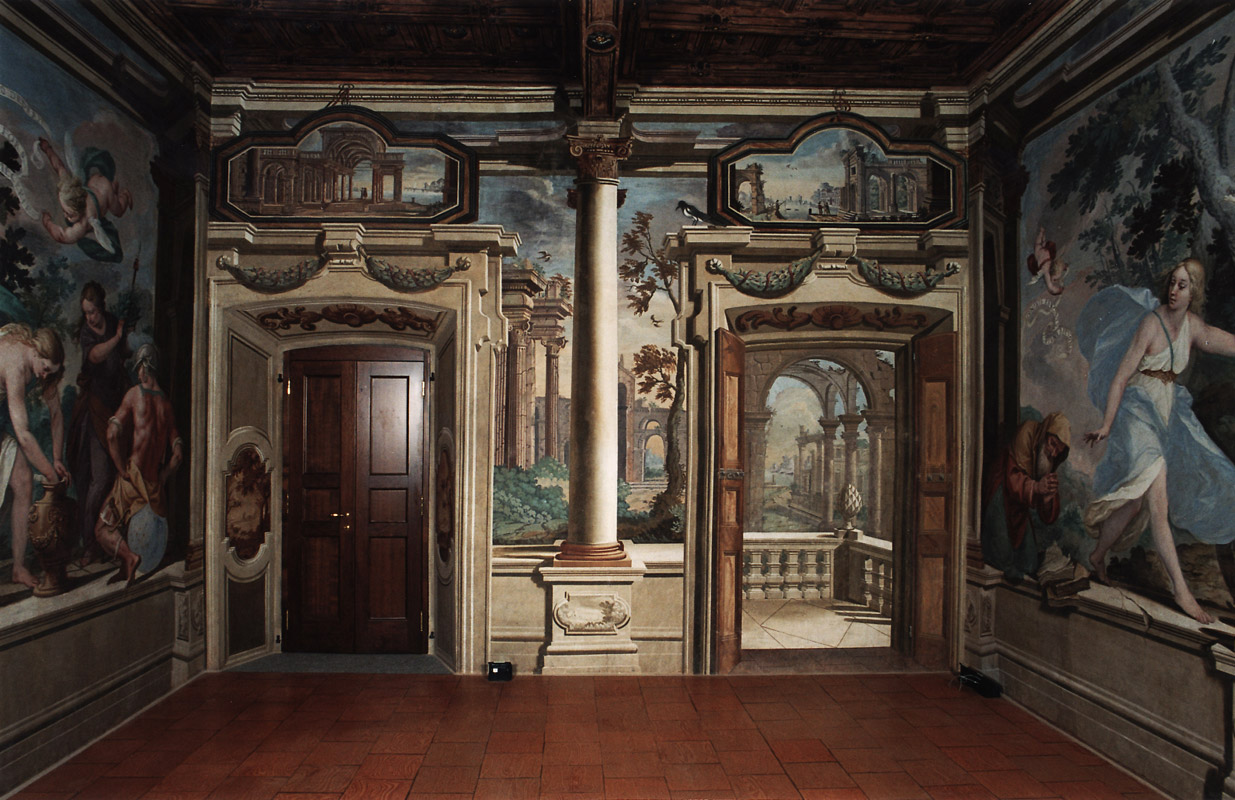
Stanza della Fortuna, affreschi di Giovanni Stefano Danedi detto "il Montalto": sulla parete di sinistra la raffigurazione allegorica della "Forza" mentre su quella di destra quella della "Sapienza"

Decorata come la precedente dal Montalto, la stanza trae il proprio nome da una serie di affreschi parietali che rappresentano delle allegorie classiche della fortuna positiva e negativa con scene tratte del mito d'Artemide, oltre alla caduta di Icaro ed alla punizione di Cupido, sempre con soffitti decorati a trompe l'oeil.

### Stanza degli animali
La Stanza degli Animali, prima del piano terra, conserva tra i dipinti più antichi di Villa Frisiani Mereghetti, realizzati nella prima metà del Cinquecento da autore ignoto. Essi rappresentano nella parte alta un corteo trionfale di animali di vario tipo (spesso esotici), satiri, ninfe e putti che si snodano sino a giungere alla figura affrescata di due figure femminili che sorreggono uno stemma (oggi quasi del tutto illeggibile) drappeggiato di rosso.

### Stanza degli stemmi
Nella parte superiore della stanza degli stemmi si trova un fascione affrescato nel Seicento con una serie di blasoni nobiliari riconducibili all'albero genealogico della famiglia Frisiani sino a quell'epoca. Al centro vi è inoltre raffigurato lo stemma della famiglia Frisiani che è stato in parte alla base della creazione del moderno stemma del comune di Corbetta tanto la famiglia influì sullo sviluppo artistico, economico e culturale della città.

### Stanzade arte venandi
In questa stanza del pian terreno sono presenti affreschi riconducibili nella loro esecuzione alla fine del Cinquecento con diversi episodi tratti da scene di caccia alla lepre, all'orso, al cinghiale, al cervo, col falcone, riproducendo uno degli svaghi più tipici dell'aristocrazia milanese dell'epoca. La stanza venne restaurata nel 1888 per volontà del conte Carlo Frisiani dal pittore R. Molinari.

### Stanza delle Allegorie
Al pian terreno è conservata una delle sale pittoricamente più vivaci di tutto il complesso di Villa Frisiani Mereghetti: la Stanza delle Allegorie.
Il ciclo di affreschi presenti è stato realizzato Giovan Antonio Pozzi (Puteus) nel 1598 e si caratterizzano per la presenza come divisori delle scene di colonne dipinte con una decorazione a squame e con alla base una zampa d'animale, il tutto sormontato da cariatidi e telamoni decorati a monocromo.

Nella fascia alta si trovano invece le allegorie delle quattro stagioni, ciascuna accompagnata da un putto e dalla rappresentazione di una delle sette arti liberali rappresentate da alcune muse. L'indicazione dell'autore degli affreschi ci proviene proprio da uno di questi affreschi, quello raffigurante Clio (musa della storia) che sorregge tra le mani un libro nella quale si trova la scritta: 
 su una pagina, mentre su quella accanto si nota l'iscrizione